# Hypergonar

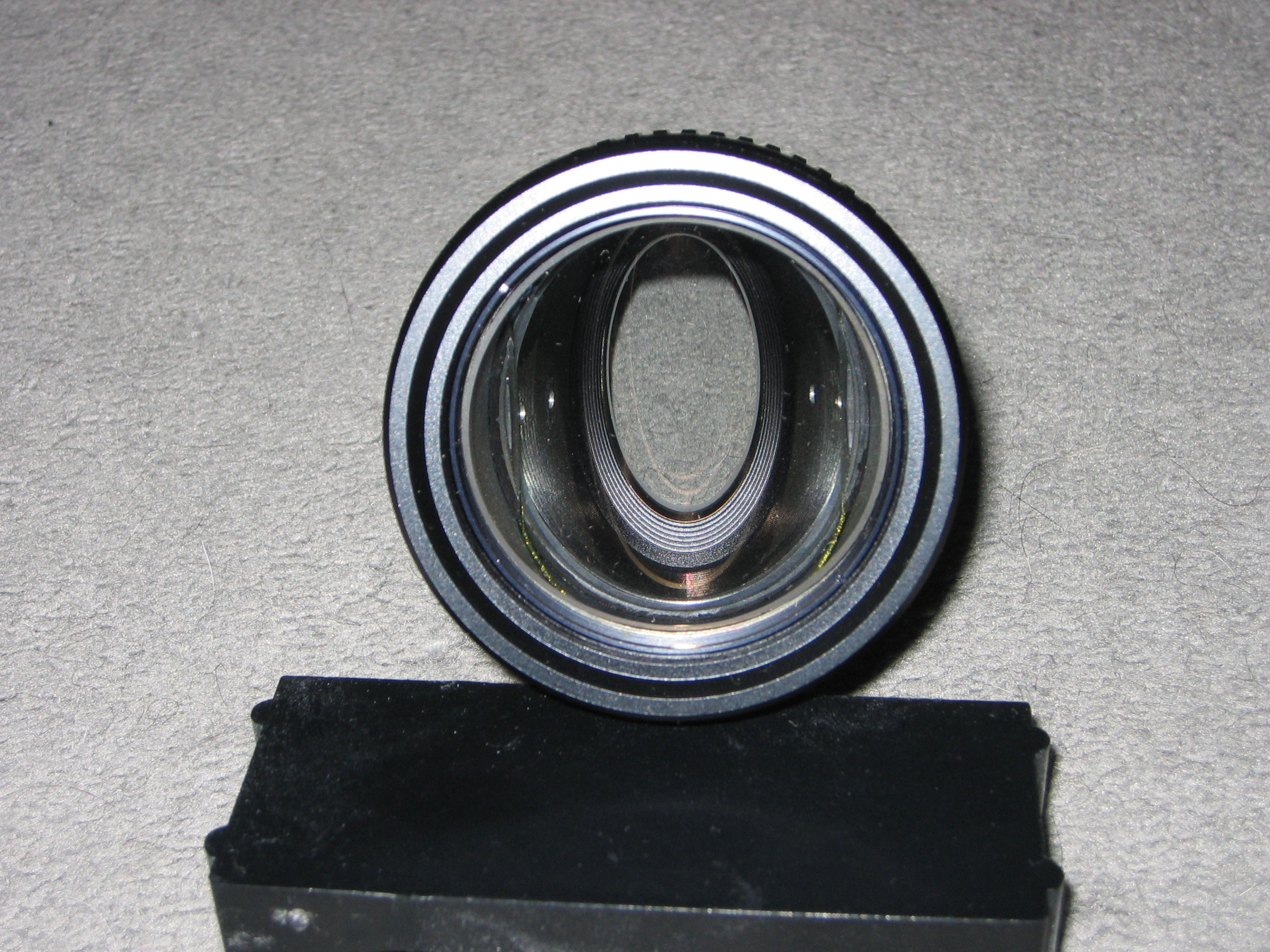
Vue à travers un Hypergonar : l'autre extrémité apparaît ovale

L'Hypergonar est un dispositif anamorphoseur inventé par Henri Chrétien en 1926. Le procédé a été utilisé par la 20th Century Fox en 1953 et commercialisé sous le nom CinemaScope.

## Histoire
Le brevet de l'Hypergonar, brevet no 638.542, fut déposé le 9 décembre 1926. Il était conçu à l'origine pour le cinéma en couleur et le cinéma en relief :
- À l'époque, on ne disposait que de films noir et blanc, il fallait donc trois pellicules distinctes pour créer la couleur, chaque image étant colorée par un filtre (voir l'article Synthèse additive) ; l'Hypergonar permettait de placer ces trois images sur le même photogramme, en utilisant une anamorphose de rapport 3 ; cela résolvait les problèmes de synchronisation des trois pellicules ;
- Le film en relief consiste à avoir deux images distinctes (voir l'article Stéréographie) ; en utilisant une anamorphose de rapport 2, cela permet de mettre les deux images sur la même pellicule.

L'un des premiers cinéastes à avoir utilisé le procédé de l'Hypergonar est Claude Autant-Lara en 1929, dans son film Construire un feu. Son utilisation reste toutefois une exception pour l'époque.
En 1952, l'industrie cinéma est en crise en raison du développement de la télévision, et une des pistes pour faire revenir les foules dans les salles est de miser sur le « grand spectacle » (par opposition au « petit écran »), et notamment au grand format. Herbert Bragg, assistant directeur du département recherche et développement de la Fox, assiste à un essai avec un projecteur 70 mm, et se souvient alors de l'invention d'Henri Chrétien, alors âgé de 73 ans. Le 12 janvier 1953, la Fox passe commande pour 100 Hypergonars de rapport 2. Les brevets étant déjà dans le domaine public, la Fox acheta des Hypergonars fabriqués avant la guerre, et profita du savoir-faire du professeur Chrétien, ce qui lui permit de prendre de l'avance sur ses concurrents.

## Principe
L'Hypergonar est composé de deux lentilles cylindriques, dont les génératrices sont parallèles :
- une lentille divergente biconcave ;
- une lentille convergente plan-convexe.

L'Hypergonar ne dévie pas les rayons situés dans un plan parallèle aux génératrices. Pour les rayons se propageant dans un plan perpendiculaire aux génératrices, il se comporte comme l'association d'une lentille convergente et d'une lentille divergente.
Pour la prise de vue, le dispositif fournit une image virtuelle, l'Hypergonar est donc placé entre l'objectif de la caméra et le sujet.
Le dispositif a ensuite été amélioré pour résoudre les défauts induits : anamorphose dépendant de la distance de prise de vue et problèmes de résolution aux extrémités de l'image.